# Иаиль

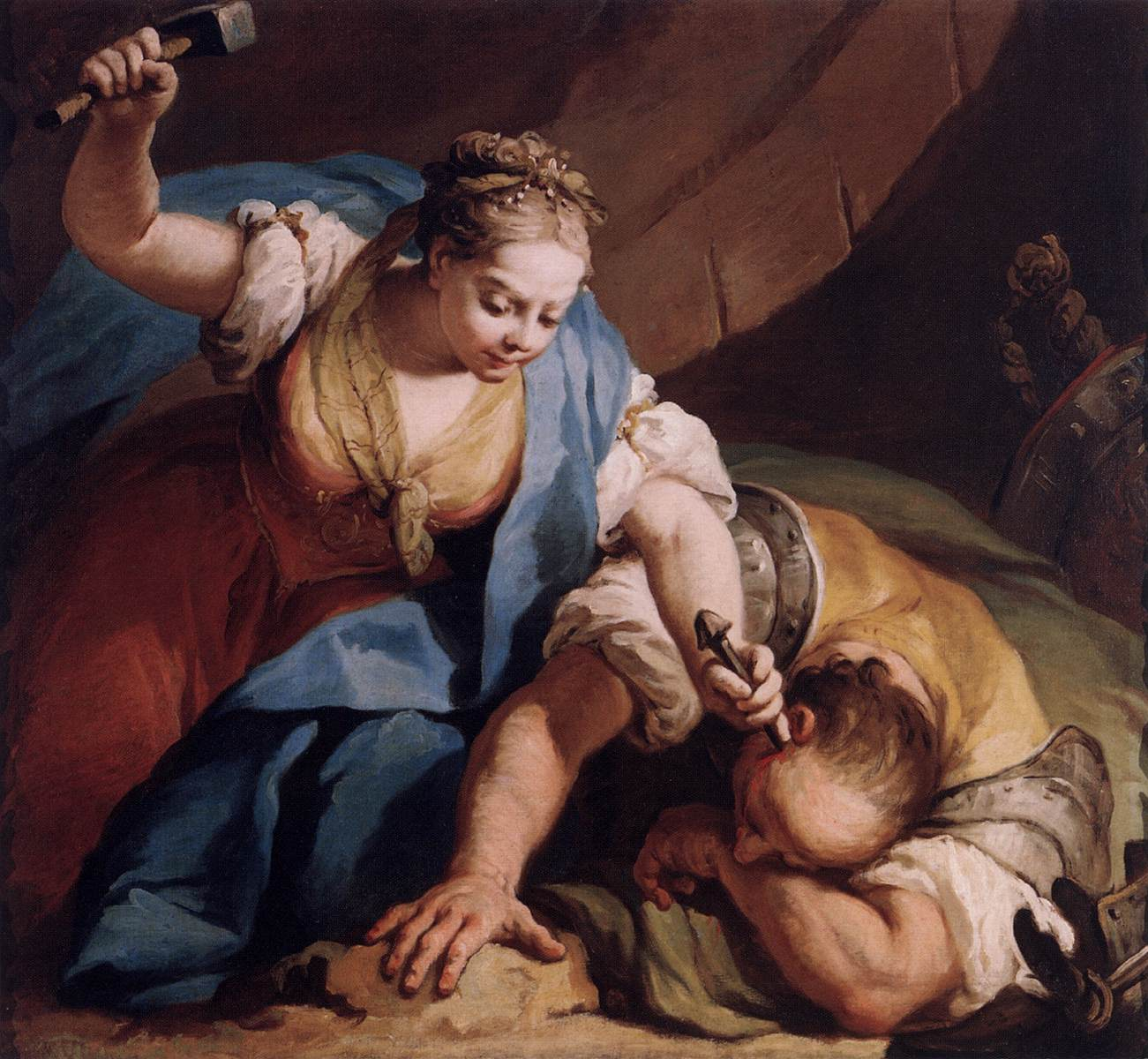
«Иаиль и Сисара»
Якопо Амигони, ок. 1739

Иаиль (др.-евр. יעל‬ [Яэль] «серна, горная коза») — персонаж ветхозаветной Книги Судей, женщина из родственного евреям племени кенеев.
Её имя упоминается в Библии в связи с совершённым ею убийством Сисары, военачальника враждебного евреям ханаанского царя Иавина.
После поражения, нанесенного израильтянином Вараком близ горы Фавор,
«Сисара же убежал пеший в шатёр Иаили, жены Хевера Кенеянина; ибо между Иавином, царём Асорским, и домом Хевера Кенеянина был мир» (Суд. 4:17)
Сисара укрылся в шатре Иаили, которая сперва напоила его молоком, а после того как он уснул, взяла кол от шатра и молот, подошла к спящему Сисаре и вогнала кол ему в висок с такой силой, что он пробил череп Сисары и пригвоздил его к земле. Последующие сорок лет были мирными для Израиля.
Её подвиг запечатлён в торжествующей песни Варака и Деворы (Суд. 5:24-26), одном из древнейших библейских текстов.
Помимо Ветхого Завета, её упоминает Псевдо-Филон.
Паримии об Иаили и Сисаре читается на вечерне под память равноапостольной Ольги.
Г. И. Ясиницкий в книге «Апологетика Библии» пишет, что восхваление Деворой пророчицей Иаили, виновницы в смерти Сисары, служит камнем преткновения для критиков Библии.